# Pavel Paršin
Pavel Paršin (in russo Павел Паршин?; trasl. angl.: Pavel Parshin; Pietrogrado, 22 dicembre 1919 – ...) è stato un velista sovietico.
Ha gareggiato nell'evento 5,5 metri alle Olimpiadi estive del 1960. 